# Jodh

La lettera fenicia jōdh

Jōdh (traslitterato anche yodh, yod, yud, jodh, jod, jud o iod) è la decima lettera e grafema di molti alfabeti semitici, tra cui il fenicio, l'aramaico, l'ebraico jud י‎, il siriaco e l'arabo jāʾ ي‎ (nell'ordine abjad, 28ª nell'ordine moderno). Il suo valore fono è [ j ] (approssimante palatale) in tutte le lingue nelle quali la lettera viene usata; in molte lingue serve anche da vocale lunga, a rappresentare una vocale anteriore chiusa non arrotondata, [iː].

## Storia
La lettera fenicia ha dato origine alla ι (alla ϳ) greca, alla і (o forse alla ј) cirillica e alla i, Ы, alla copta iauda (o la j) latina.
| D42 |

## Jodhebraica
| Varianti ortografiche | Varianti ortografiche | Varianti ortografiche | Varianti ortografiche | Varianti ortografiche |
| Vari font tipografici | Vari font tipografici | Vari font tipografici | Corsivo ebraico       | Carattere Rashi       |
| Serif                 | Sans-serif            | Monospazio            | Corsivo ebraico       | Carattere Rashi       |
| --------------------- | --------------------- | --------------------- | --------------------- | --------------------- |
| י                     | י                     | י                     |                       |                       |

Ortografia ebraica compitata: יוֹד‎ ; colloquiale יוּד‎

### Pronuncia
Sia nell'ebraico biblico che in quello moderno, yud rappresenta una approssimante palatale (j).

### Variazioni
Yud è una mater lectionis, come aleph, he e waw. Alla fine di parole con vocale o quando segnata dal sottopunto sh'va nach (cfr. ), rappresenta la formazione di un dittongo, come /ei/, /ai/, o /oi/.

### Significato
Nella ghematria, yud rappresenta il numero 10 (dieci).
Come prefisso, rappresenta la terza persona singolare (o plurale, con una waw come suffisso) nel tempo futuro.
Come suffisso, indica la prima persona singolare possessiva; av (padre) diventa avi (mio padre).
"Jod" in lingua ebraica significa iodio.

#### In religione
Due yud di seguito indicano il nome di Dio Adonai e nei testi con la sottopunteggiatura sono scritti con le vocali di Adonai; ciò viene fatto anche con il tetragramma biblico.
Poiché yud è la lettera più piccola dell'alfabeto ebraico, le viene assegnato molto significato cabalistico e mistico, anche perché il suo valore ghematrico è molto importante nei libri cabalistici e ha una posizione essenziale nella composizione del Nome di Dio. Secondo il Vangelo di Matteo Gesù vi accennò durante l'antitesi della Legge quando disse: "Non passerà neppure un iota o un segno dalla legge, senza che tutto sia compiuto." (Matteo 5:18) Un iota si riferisce alla lettera yud, che veniva spesso trascurata dagli scribi a causa delle sue dimensioni e della sua posizione come mater lectionis. In ebraico moderno, la frase "punta del yud" si riferisce ad una cosa piccola e insignificante, e chi "si preoccupa circa la punta di un yud" è qualcuno che è esigente e meticoloso su piccoli dettagli.